# Peter L. Berger
Peter Ludwig Berger (Viena, Austria; 17 de marzo de 1929-Brookline, Massachusetts; 27 de junio de 2017) fue un teólogo luterano y sociólogo vienés.
Fue director e investigador sénior del Instituto de Cultura, Religión y Asuntos Mundiales de la Universidad de Boston.
Fue conocido, sobre todo, por su obra La construcción social de la realidad: un tratado en la sociología del conocimiento (1966), que escribió junto con Thomas Luckmann.

## Biografía
Berger nació en Viena y emigró a los Estados Unidos poco después de la Segunda Guerra Mundial. En 1949 se graduó en el Wagner College con un bachillerato en artes. Continuó sus estudios en el New School for Social Research en Nueva York (Máster en 1950 y Doctorado en 1952).
Entre 1955 y 1956 trabajó en la Evangelische Akademie en Alemania. De 1956 a 1958 Berger fue un profesor asistente en la Universidad de Carolina del Norte; entre 1958 y 1963 fue profesor asociado en el Hartford Theological Seminary. Las siguientes etapas de su carrera fueron profesorados en el New School for Social Research, la Universidad Rutgers y el Boston College.
Desde 1981 Berger ha sido profesor de sociología y teología en la Universidad de Boston, y desde 1985 fue también director del Instituto para el Estudio de la Cultura Económica, el cual transformó en el Instituto de Cultura, Religión y Asuntos Mundiales.
Recibió títulos honorarios de varias universidades, como Loyola University, Universidad de Notre Dame, Universidad de Ginebra, Universidad de Múnich, Universidad de Sofía y Universidad Renmin de China.